# Marie Bryant
Marie Bryant (6 de noviembre de 1917 – 23 de mayo de 1978) fue una actriz, bailarina, cantante y coreógrafa estadounidense, descrita como una de las "más vivaces bailarinas negras de los Estados Unidos ".

## Biografía
Nacida en Meridian, Misisipi, siendo niña se mudó con su familia a Nueva Orleans, Luisiana. A los 10 años de edad ya hacía imitaciones de Josephine Baker en su iglesia, y siendo adolescente, su profesora de baile, Mary Bruce, la incluyó en el espectáculo anual que celebraba en el Regal Theater de Chicago. Hizo su debut profesional con Louis Armstrong en el Grand Terrace Café de Chicago en 1934, haciéndose una cantante y bailarina habitual de los locales de espectáculos de la ciudad, actuando posteriormente en Los Ángeles con Lionel Hampton, y en el Cotton Club de Nueva York con Duke Ellington.
En 1939 fue la atracción del Teatro Apollo de Harlem, y viajó en gira por el país con Duke Ellington. En Los Ángeles actuó con él en su revista musical Jump For Joy (1941), interpretando el éxito "Bli-Blip". También fue primera bailarina en la película Carolina Blues, y cantó en el corto de 1944 Jammin' the Blues, acompañada por Lester Young, Barney Kessel y otros. En 1946 actuó en el musical Beggar's Holiday, con música de Ellington y letras de John La Touche.
Bryant también empezó a trabajar como profesora en escuelas de baile de Katherine Dunham y Eugene Loring, en las que dio clases a muchos actores, entre ellos Marlon Brando. En 1948 trabajó en el Florentine Gardens de Los Ángeles, y después enseñó burlesque y otros números a bailarines del coro del club.
En el campo cinematográfico, actuó en las películas de RKO Pictures Your Red Wagon y They Live By Night, así como en la cinta de Betty Grable Wabash Avenue. En esa época también viajó en gira representando The Big Show of 1951 con Ethel Waters, Sarah Vaughan y Nat King Cole. Bryant continuaba enseñando baile a actores cinematográficos, trabajando con Gene Kelly, Debbie Reynolds, Cyd Charisse, Betty Grable, Ava Gardner y otros. Así mismo, fue instructora de baile y coreógrafa de los estudios Paramount Pictures, 20th Century Fox, MGM y Columbia Pictures, y desarrolló una técnica de enseñanza que llamaba "liberación controlada".
En los primeros años 1950 continuó participando en musicales. En 1952 hizo una gira con los Harlem Blackbirds, y se casó con el mánager de la compañía, John A. Rajakumar. Al siguiente año actuó en Londres en el musical High Spirits, y trabajó por Europa, Australia y Nueva Zelanda. Estando en Londres en 1953, interpretó una canción satírica anti-apartheid de estilo calipso, "The Plea", que creó controversias durante la visita del primer ministro de Sudáfrica Daniel Malan al Reino Unido con motivo de la coronación de la Reina Isabel II. Tras enfermar su marido, ella volvió a los Estados Unidos. Rajakumar falleció en 1965.
En los años 1970, dirigió los Marie Bryant Dance Studios, y fue suplente de Pearl Bailey en el show Hello, Dolly!. Bryant siguió trabajando en sus últimos años como coreógrafa en Los Ángeles y Las Vegas.
Marie Bryant falleció a causa de un cáncer en Los Ángeles, California, en 1978. Tenía 61 años de edad.

## Selección de su filmografía
- They Live by Night (1948)